# Cours-les-Bains

Cours-les-Bains este o comună în departamentul Gironde din sud-vestul Franței. În 2009 avea o populație de 218 de locuitori.

## Evoluția populației
| An        | 1975 | 1982 | 1990 | 1999 | 2006 | 2009 |
| --------- | ---- | ---- | ---- | ---- | ---- | ---- |
| Populație | 201  | 175  | 138  | 157  | 199  | 218  |